# Двухосная система радиографического тестирования
Двухосная система радиографического тестирования (англ. Dual-Axis Radiographic Test System), DARHT — комплекс на территории Лос-Аламосской национальной лаборатории в Нью-Мексико, США, возведённый как часть специальной Программы управления ядерным арсеналом. Система состоит из двух массивных рентгеновских установок на основе импульсных линейных электромагнитных (индукционных) ускорителей электронов, с помощью которых производится стереоскопия ядерных головных частей, снятых с боевого дежурства и находящихся на хранении, а также моделирования взрывов ядерных зарядов.
Программа DARHT была разработана в 1988 году, строительство лаборатории началось в начале 1990-х годов. Первая рентгеновская установка была запущена в 1999 году, вторая заработала в 2008 году после неудачного пуска в 2003.